# Carex moorei
Carex moorei är en halvgräsart som beskrevs av Gerald A. Wheeler. Carex moorei ingår i släktet starrar, och familjen halvgräs. Inga underarter finns listade i Catalogue of Life.